# Shippo

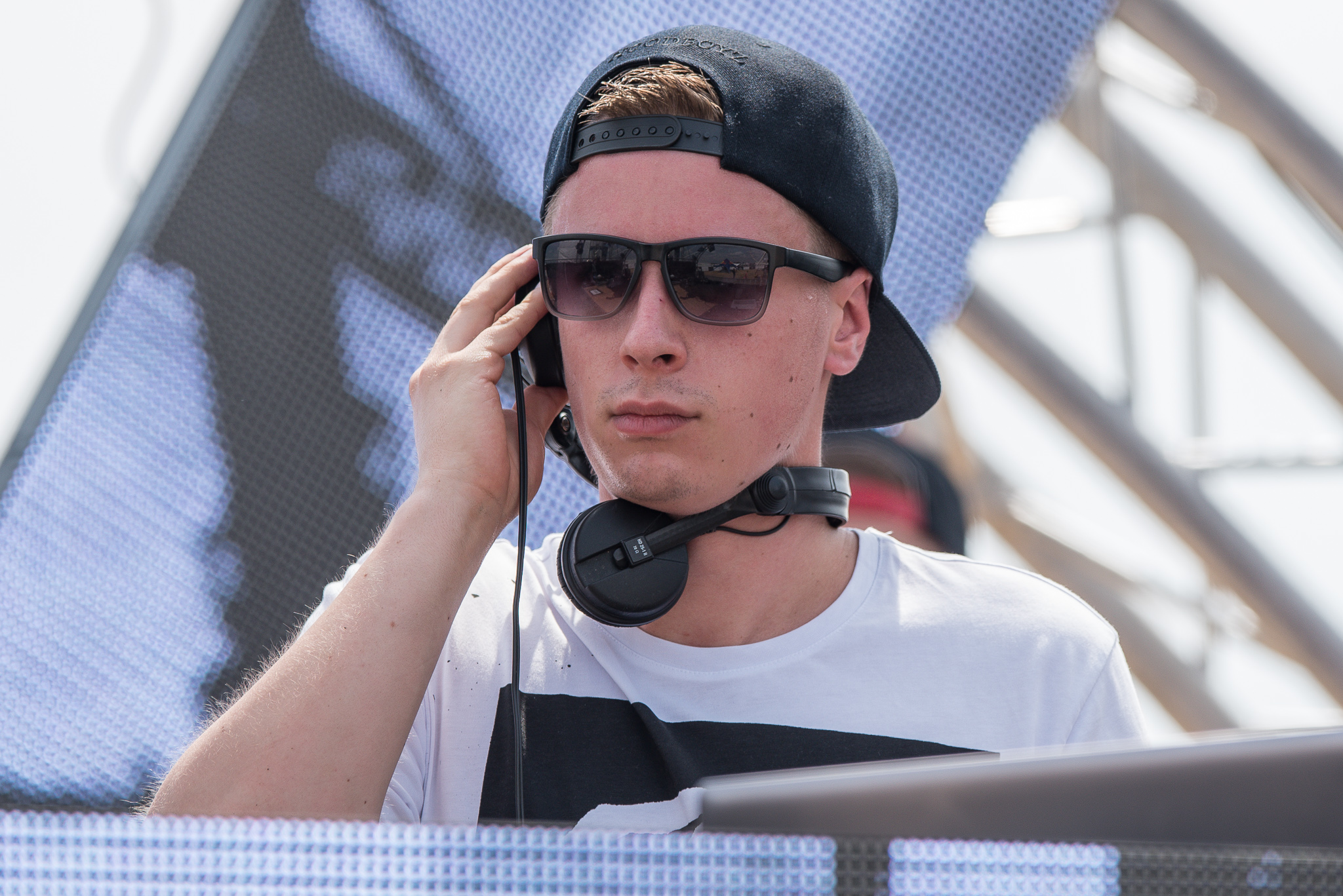
Shippo auf dem Open Beatz Festival 2016

Shippo (bürgerlich: Jan Hofmann; * 9. Oktober 1990) ist ein deutscher DJ aus Gießen. Seit 2013 ist er Resident-DJ im Bootshaus und spielt regelmäßig auf den größten deutschen Dance-Festivals wie Parookaville, World Club Dome und New Horizons. Er gilt als technisch versierter und innovativer DJ, der viele EDM-Bereiche wie Hardstyle, Trap und Progressive House abdeckt. Er lebt in Köln.

## Werdegang

### 2011–2014: Bekanntheit durch Contest-Siege

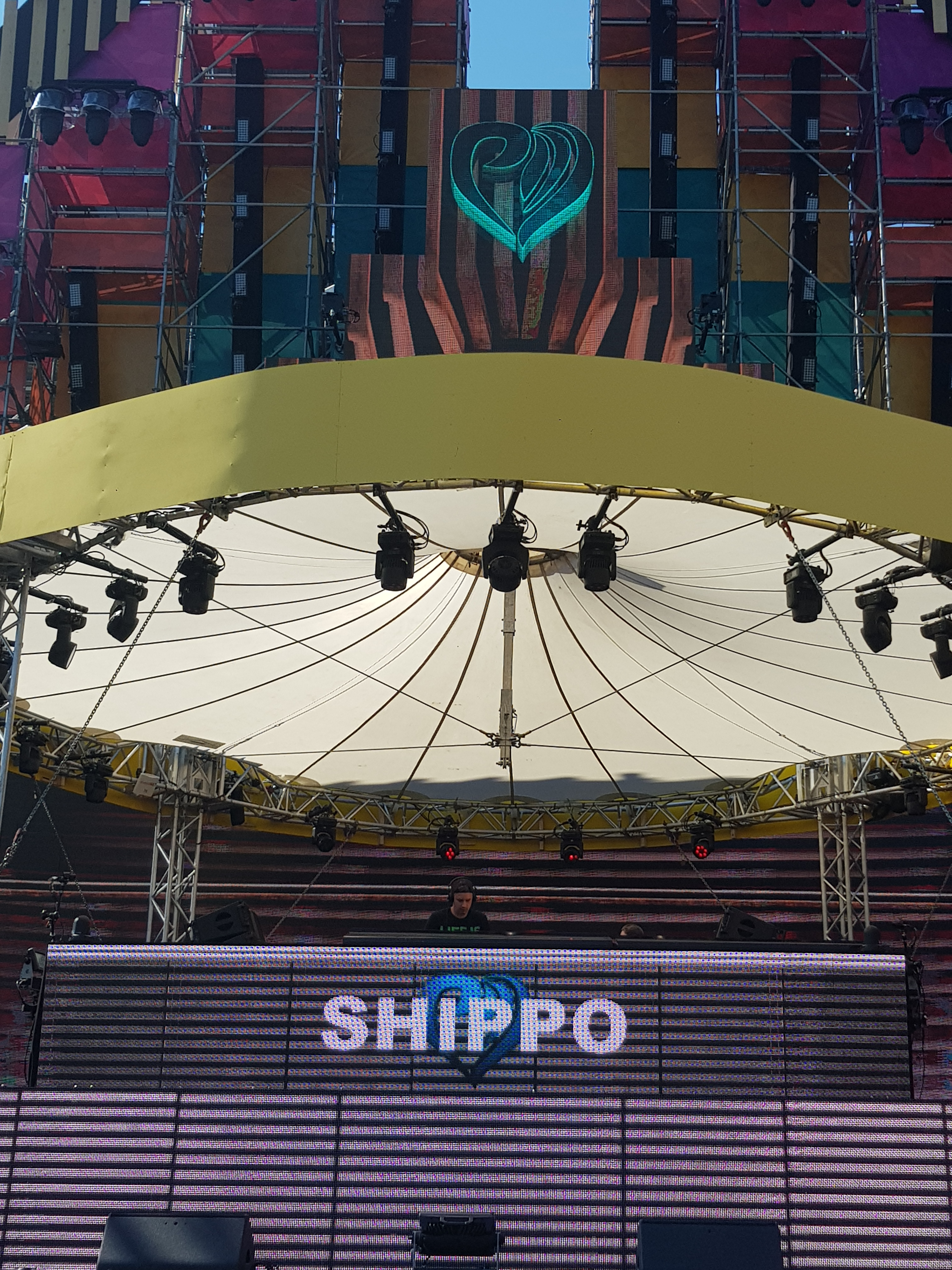
Shippo beim Electric Love Festival 2019

Mit 18 Jahren erlernte Hofmann das Auflegen und veröffentlichte seine Mixe auf Videoplattformen wie YouTube. Es folgten Auftritte in lokalen Clubs seiner Heimatstadt. Zu seinen Vorbildern gehört Laidback Luke, dessen kreative Art seine Sets dem Publikum spontan anzupassen, ihn inspirierte. 2011 gewann Shippo den Envy My Music Contest, woraufhin er im Cocoon Club Frankfurt spielen durfte. Ein Jahr später wurde er Resident-DJ beim Radiosender NRJ Rhein-Main und hatte Gigs in bekannten Clubs wie King Kamehameha, Living XXL und Velvet. 2013 gewann er den DJ Contest im Bootshaus Köln, das als beliebtester Club Deutschlands gilt. Seitdem ist er dort Resident-DJ und spielte Support für u. a. Alesso und Fedde Le Grand. Ein weiterer Contest-Sieg ermöglichte ihm 2014 einen Auftritt im SL Club Miami, welcher zu den exklusivsten Clubs in Miami gehörte. Außerdem ist er seit 2013 verantwortlich für die musikalische Untermalung der Razer Präsenz auf Technologiemessen wie der Gamescom und der IFA. Weiterhin kam seine Gaming Affinität zur Geltung, als er im Rahmen einer von Rewinside durchgeführten und von Sarazars Label Aerochrone unterstützten Spendenaktion ein Live-Set vor 22.000 Zuschauern auf Twitch spielte.
Seinen ersten Solotrack mit dem Titel Ayahuasca veröffentlichte Shippo 2016. Die Nummer ist dem Jungle-Terror zuzuordnen.

### Seit 2015: Internationale Festivalauftritte
Seit 2015 spielt Shippo regelmäßig auf den größten deutschen Festivals wie Parookaville, Open Beatz, World Club Dome und Ruhr In Love sowie international beim Spring Break im Noa Beach Club im kroatischen Zrće. Letzteres geschieht in Kooperation mit „House Fans“. Dabei handelt es sich um Deutschlands größte Facebook-Community im Bereich der elektronischen Musik. Mitglieder dieser von Hofmann 2011 ins Leben gerufenen Plattform sind u. a. Mike Candys und Jewelz&Sparks. Als dessen Gründer wurde er als Redner zur Mixcon Musikmesse in München eingeladen. 
Im Jahr 2018 spielte er beim New Horizons zum ersten Mal auf der Mainstage eines großen Festivals und hatte weitere internationale Gigs in Italien, Österreich und Prag. 2019 folgte ein Auftritt beim Electric Love Festival ebenfalls auf der Mainstage.

### Nebenprojekt "TwinX"
In 2015 gründete Shippo zusammen mit Felix Awiszus das Duo TwinX, welches sich auf härtere Bass-Musik fokussiert. Sie sind Resident-DJs der Bootshaus-Partyreihe Blacklist und spielten Support für u. a. Diplo. Außerdem legen sie von Blacklist gehosteten Bühnen bei Festivals wie SonneMondSterne oder Parookaville auf.
Ihr erster gemeinsamer Track Twisted wurde auf Ferry Corstens Label Flashover veröffentlicht und wurde u. a. in Showteks TomorrowWorld Mix aufgeführt. Ihre bislang erfolgreichste Nummer Dazed erschien im Oktober 2016 und erhielt Unterstützung von David Guetta, Dyro, Curbi und EDC-Gründer Pasquale Rotella, die den Song in ihren Radioshows spielten. Auch wurde Timmy Trumpet durch das Lied auf das Duo aufmerksam. Weitere nennenswerte Produktionen sind Deadline, welches unter Twolouds Label Playbox releast wurde und die Beatport Top Ten im Bereich Electro-House erreichen konnte sowie Fuck Minions mit über 100.000 Views.

## Diskografie

### Singles als Shippo
- 2016: Ayahuasca [Free Release]

### Singles als TwinX
- 2015: Twisted (mit Argento & Dark Drake) [Flashover Recordings]
- 2016: Fuck Minions [Wildfly Records]
- 2016: Rock It Low (mit RICCI) [Braslive Records]
- 2016: Dazed (mit Nimbala) [No Tomorrow Recordings]
- 2017: Rave Dove [Free Release]
- 2018: Deadline [Playbox]
- 2019: Shoot Em Up (mit Morbid) [KLASH]
- 2019: Laidback [Free Release]
- 2019: Spark (mit GotLucky) [Diverge Records]